# Inventor

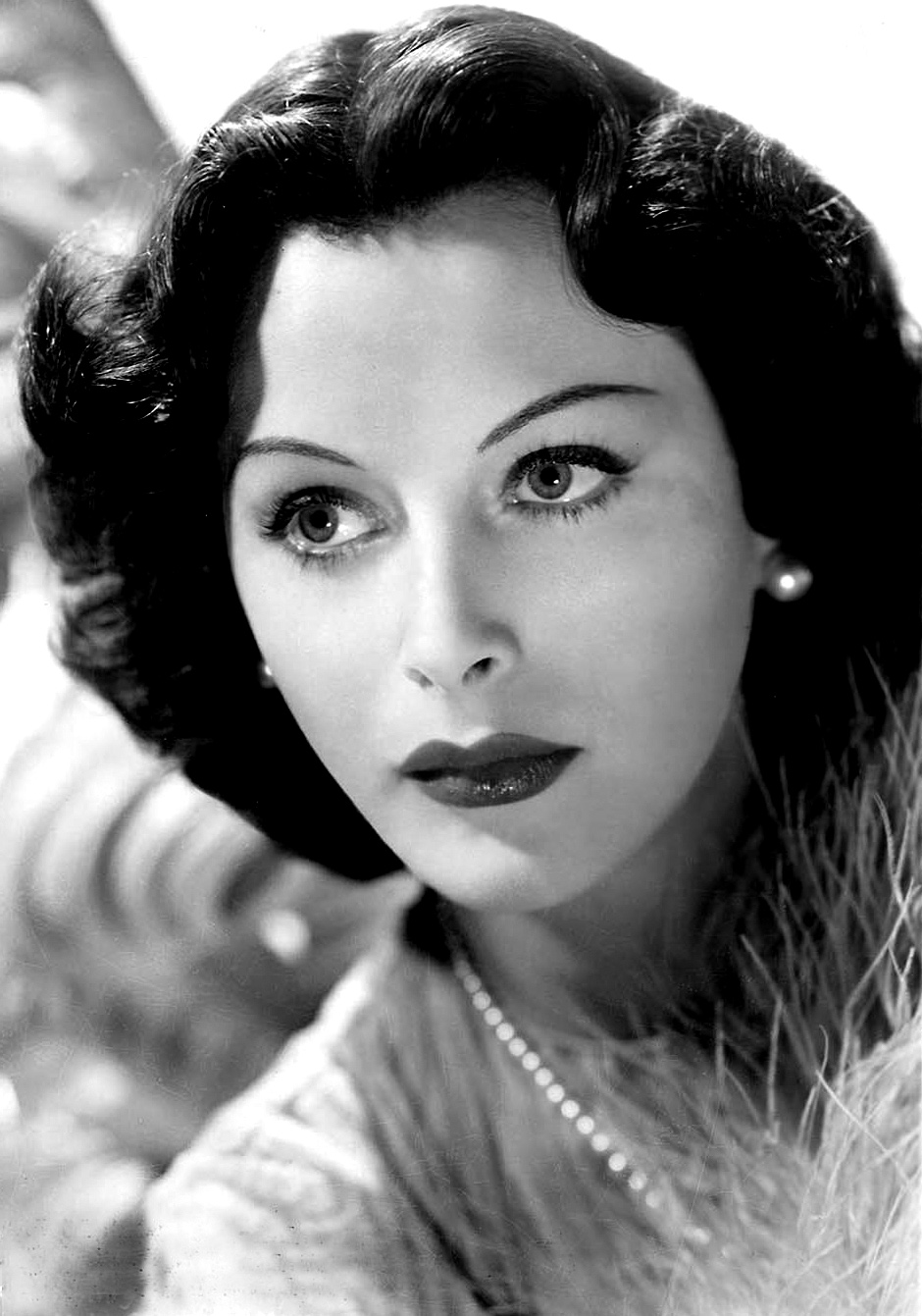
Hedy Lamarr junto a George Antheil desarrollaron un sistema de guía por radio para los torpedos aliados, cuyos principios se han incorporado a la tecnología wifi moderna, CDMA, y tecnología de Bluetooth.

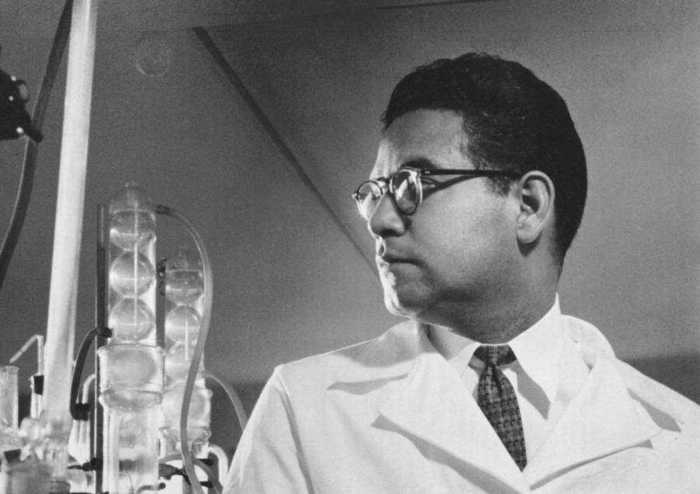
Luis Ernesto Miramontes, químico mexicano, inventó el primer anticonceptivo oral.

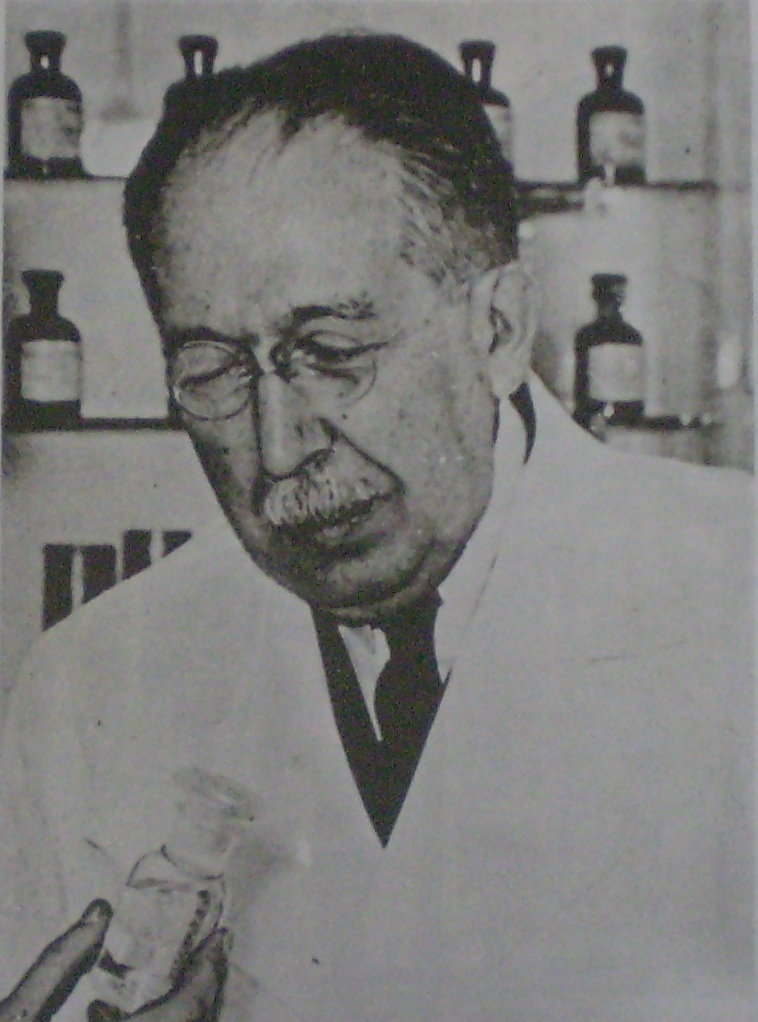
Luis Agote, médico argentino que desarrollo el procedimiento para realizar transfusiones de sangre indirectas.

El término inventor se refiere a aquella persona que inventa, aporta el desarrollo intelectual de un invento.[cita requerida]
La palabra «inventor» viene del verbo latino invenire (inventar, encontrar). Los inventores suelen tener una personalidad creativa e inventiva.[cita requerida]

## Inventores
La valoración e importancia de los inventos o descubrimiento hace muy difícil establecer cuáles son los más relevantes. Muchos descubrimientos ven su potencialidad pasado el tiempo, cuando puede extenderse sus beneficios a toda o la mayor parte de la sociedad.

## Épocas históricas en avances, descubrimientos e inventos

### El renacimiento y Leonardo da Vinci
Uno de los pioneros de algunos de los inventos modernos fue el creador y artista renacentista Leonardo da Vinci; cuya importancia no está tanto en sus invenciones, las cuales debido a las limitaciones de su época no se pudieron comprobar como útiles o prácticas; sino porque inauguró la metodología de la ciencia moderna[cita requerida], y en este sentido es el pionero de todas las invenciones hechas después de él. Él enseñó que a la naturaleza debe mirársela sistemáticamente y debe ser investigada con ojos curiosos, porque "la sabiduría es hija de la experiencia" y el hombre puede modificar las cosas a través de la proyección y creación de instrumentos mecánicos.

### La ilustración y el desarrollo científico
La época denominada Ilustración fue un movimiento cultural e intelectual europeo (fundamentalmente en Francia, Inglaterra y Alemania) que se desarrolló desde mediados del siglo XVII y teniendo como fenómeno histórico simbólico y problemático la Revolución francesa. En algunos países se prolongó al menos durante los primeros años del siglo XIX. Fue denominada así por su declarada finalidad de disipar las tinieblas de la humanidad mediante las luces de la razón. El siglo XVIII es conocido, por este motivo, como el Siglo de las Luces y del asentamiento de la fe en el progreso. Durante la Ilustración se desarrollaron avances en todos los campos, tanto culturas, sociales como científicos o técnicos. En física, óptica y matemáticas, los avances fueron impresionantes gracias a las contribuciones de sir Isaac Newton y otros muchos estudiosos. Se produce avances en botánica y se inauguran nuevos campos como la economía política.

### Revoluciones  industriales y tecnológicas
La Revolución Industrial fue una época llena de inventos. Durante la Revolución Industrial se produjo una transformación económica, social y tecnológica radical. Se inició en la segunda mitad del siglo XVIII en el Reino Unido y  se extendió unas décadas después a gran parte de Europa occidental y Norteamérica y concluyó entre 1820 y 1840. Durante este periodo se vivió el mayor conjunto de transformaciones económicas, tecnológicas y sociales de la historia de la humanidad desde el Neolítico, que vio el paso desde una economía rural basada fundamentalmente en la agricultura y el comercio a una economía de carácter urbano, industrializada y mecanizada.
Se producen saltos cualitativos en relación con descubrimientos e inventos también durante la Segunda revolución industrial, la Tercera revolución industrial y la denominada cuarta revolución industrial o Industria 4.0, todas ellas consideradas también revoluciones tecnológicas.[cita requerida]